# الرزنة (الجميمة)

تعديل مصدري - تعديل

الرزنة هي إحدى قرى عزلة خطوه الحمارين بمديرية الجميمة التابعة لمحافظة حجة، بلغ تعداد سكانها 97 نسمة حسب تعداد اليمن لعام 2004.